# Festival Miroslav Krleža
Festival Miroslav Krleža zagrebački je kazališni festival posvećen djelu i naslijeđu hrvatskog književnika Miroslava Krleže. Manifestacija se tradicionalno održava početkom ljeta, uz  program koji spaja suvremene kazališne interpretacije klasikovih djela s multidisciplinarnim pristupom umjetnosti.

## Organizacija i koncept
Ravnatelj i autor festivala Goran Matović okuplja suradnike u okvirima „Teatra poezije”, organizatora manifestacije. Festival se pozicionira kao mjesto susreta između Krležina književnog naslijeđa, suvremenih umjetnika i publike.
Festival koristi različite zagrebačke prostore: dvorište Akademije likovnih umjetnosti (bivša vojna bolnica u Vlaškoj 87), GDK Gavella, Zagrebački plesni centar, Studio Moderne galerije „Josip Račić”, Nacionalnu i sveučilišnu knjižnicu, Hrvatski državni arhiv te Kazališnu kavanu „Kavkaz”.

## Program i repertoar

### Kazališne predstave
Festival redovito uključuje adaptacije Krležinih proznih i dramskih djela. Posebno mjesto zauzimaju monodrame poput „Na rubu pameti” i „Sjetite me se”, koje interpretiraju suvremeni glumci i redatelji. Gostovanja renomiranih kazališta doprinose raznolikosti programa.

### Literarni sadržaji
„Putovanje Krležinim zagrebačkim adresama” predstavlja turističko-kulturnu aktivnost gdje publika turističkim autobusom obilazi sedam lokacija na kojima je pisac živio i radio. Vođenu vožnju prate glumci koji čitaju tekstove i komentiraju značajna mjesta.

### Likovna komponenta
Izložbe poput „Krleža - Dijalozi” propituju odnos suvremenih likovnih umjetnika prema Krležinom djelu, naglašavajući piščev utjecaj na modernu hrvatsku umjetnost. Sudjeluju renomirani umjetnici različitih generacija i stilova.

### Popratni program
Manifestacija uključuje okrugle stolove, izložbe rukopisne građe, razgovore sa suvremenicima pisca te različite edukativne aktivnosti koje produbljuju razumijevanje Krležina književnog i društvenog doprinosa hrvatskoj kulturi.

### Ritualni završetak
Tradicionalni „Doručak kod Krleže” odvija se 7. srpnja u 7 sati ujutro - na dan i u sat piščeva rođenja. U kazališnoj kavani „Kavkaz” održava se program koji spaja glazbu, glumu i gastronomiju uz kafe-šnite, čaj i jutarnju rakiju. Kodeks oblačenja propisuje bijelu odjeću.